# Битва у горы Сюньги
Битва у горы Сюньги — сражение, произошедшее в 103 год до н.э. между державой Хунну и Империей Хань, когда восточный Дуюй решил устроить заговор против Ушилу Шаньюя, отправив лазутчиков к У-ди с сообщением о цели убийства Шаньюя. Однако заговор не состоится пока не прибудет китайское войско.

## Ход событий
Дуюй, возглавивший прокитайскую партию, решил устроить заговор с целью убийства Ушилу шаньюя, отправив послов к ханьскому императору У-ди, которые сообщили ему о заговоре. Однако план не начнет исполнение до тех пор, пока ему не отправят китайские войска. У-ди заинтересовался предложением и немедленно была построена крепость Шеусянчен в степях, как место предполагаемого похода. Весной 103 года до н.э., Чжао Пхо-ну во главе 2 тысяч или 20 тысяч войска выступил из Ордоса (или из Шо-фан) и в указанный срок прибыл к горам Сюньги для встречи с великим восточным Дуюем. Но уже было поздно – заговор был раскрыт и Дуюй был казнен, а Чжоу Пхо-ну пошел обратный путь. В продолжении похода было взято несколько тысяч человек, но на обратном пути хунны, численностью 80 тысяч человек, окружили китайское войско. В поисках воды Чжао Пхо-ну ночью выбрался из лагеря и был схвачен хуннским разъездом. Затем хунны атаковали деморализованную, потерей своего вождя, китайскую армию и вынудили их к сдаче.

## Последствия
Ушилу немедленно контратаковал, часть его армии осадила Шеусянчен, но хунны не умели брать крепости, и поэтому сняли осаду. Другая часть армии совершила набег на приграничные районы Китая, ограбив их, и беспрепятственно ушла. Казалось, возвращались времена Модэ и Лаошаня. Ушилу начал готовиться к осаде Шеусянчен, но заболел и умер.